# يوميات نورمبرغ
يوميات نورمبرغ (ردمك 0-306-80661-4) هي رواية غوستاف جيلبرت للمقابلات التي أجراها خلال محاكمات نورنبيرغ للقادة النازيين، بما في ذلك هيرمان غورينغ، المتورط في الحرب العالمية الثانية والهولوكوست. عمل جيلبرت، الذي تحدث الألمانية بطلاقة، كطبيب نفساني في السجن في نورمبرغ، حيث كان على اتصال وثيق مع أولئك الذين يحاكمون. النص هو ملاحظات حرفية أخذها جيلبرت مباشرة بعد إجراء محادثات مع السجناء، وهي معلومات مدعومة بمقالات طلب منهم الكتابة عنها. نُشرت المذكرات لأول مرة في عام 1947، مرة أخرى في عام 1948، وأعيد إصدارها في عام 1961، قبل محاكمة أدولف أيخمان في القدس.
نسخة 1948 (لندن) مختصرة، مع عدم ذكر ذلك. على سبيل المثال، تعليق غورينغ بأن «الناس يمكن دائمًا إحضارهم إلى مزايدة القادة. ذلك سهل. كل ما عليك فعله هو إخبارهم أنهم يتعرضون للهجوم والتنديد بالسلميين لعدم وجود الوطنية وتعريض البلاد للخطر. إنه يعمل بنفس الطريقة في أي بلد».